# ستيف كارل

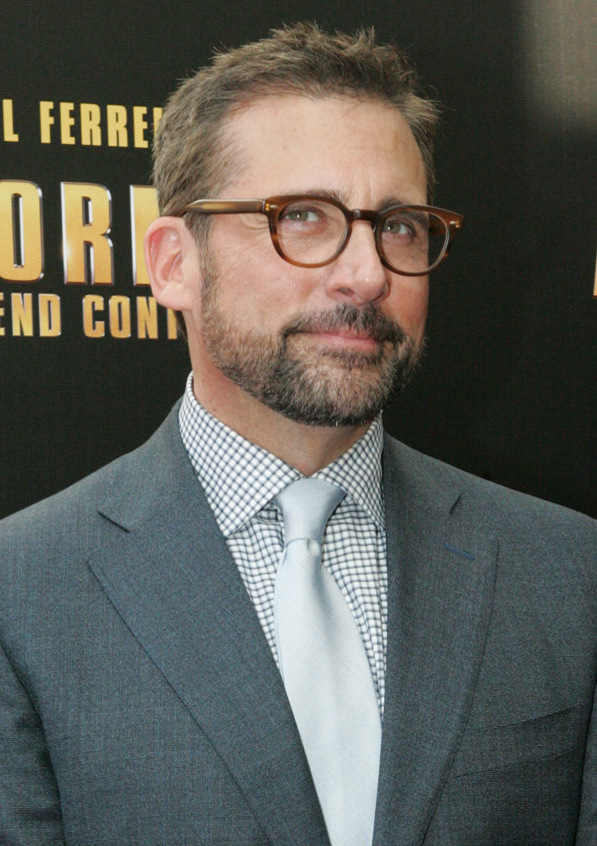
ستيف سنة 2013

ستيفن جون «ستيف» كارل (بالإنجليزية: Steven John "Steve" Carell) (مواليد 16 أغسطس 1962) هو ممثل كوميدي، مخرج، منتج وكاتب أمريكي. بعد خمس سنوات من عمله في برنامج ذا دايلي شو (بالإنجليزية: ذا ديلي شو) مع جون ستيوارت، ستيف وجد فرصة أكبر بلعب دور مايكل سكوت في النسخة الأمريكية من مسلسل المكتب، الذي كان يعمل فيه بعض الأوقات أيضاً ككاتب، منتج ومخرج.
تألق ستيف في لعب أدوار بطولية في الأفلام مثل: البكر ذو الأربعين سنة (2005)، وإيفان الكبير (2007)، وكُن ذكيٌاً (2008)، حب مجنون، أحمق (2011)، بيرت وندرستون المذهل وفي الخلف تماماً (كليهما في 2013). كما قام أيضا بتأدية أدوار شخصيات صوتية في أفلام الرسوم المتحركة: عبر السياج (2006)، هورتون يسمع من! (2008)، الحقير انا في الأعوام (2010، 2013 و2017).
تم ترشيح ستيف لـ «أطرف رجل أمريكي» في مجلة لايف، وحصل على جائزة الغولدن غلوب لأفضل ممثل في البرامج التلفزيونية لعملة في مسلسل المكتب. دوره الدرامي كمدرب مصارعة وقاتل مُدان (جون إلوثير دو بونت) في فيلم صائد الثعالب (2014) أكسبه العديد من الجوائز والترشيحات، بما في ذلك ترشيحه لجائزة الأوسكار لأفضل ممثل. كما تلقى الإشادة لأدواره في فيلم ملكة جمال الأطفال المبتهجين (2006) والكبير القصير (2015)، وهذا الأخير أكسبه ترشيح في الغولدن غلوب.

## النشأة
ولد كارل في مستشفى إيمرسون في كونكورد بولاية ماساتشوستس، وكان الأصغر من بين أربعة أشقاء. نشأ وترعرع في أكتون بماساتشوستس. كان والده إدوين أ.كارل (مواليد 1925) مهندسًا كهربائيًا، وأمه هارييت تيريزا (ني كوخ؛ 1925-2016) ممرضة نفسية. عمل خاله ستانلي كوتش، مع العالم ألن ب.دومونت من أجل صنع أنابيب أشعة الكاثود. والده من أصل إيطالي وألماني ووالدته من أصل بولندي. كان لقب والده في الأصل كاروسيلي. ولكنه غيره إلى كارل في الخمسينيات.
نشأ كارل في عائلة تنتمي للروم الكاثوليك، وتلقى تعليمه في مدرسة ناشوبا بروكس، ومدرسة فين، ومدرسة ميدلسكس. لعب هوكي الجليد ولعبة اللاكروس أثناء وجوده في المدرسة الثانوية. عزف على آلة الفايف، وأدّاه مع أفراد آخرين من عائلته، وانضم لاحقًا إلى مجموعة إعادة تمثيل تصور فوج (فوت لينكولن) العاشر (شمال لنكولن). وعزا اهتمامه بالتاريخ إلى هذا، وحصل أيضًا على شهادة في هذا الموضوع من جامعة دينيسون في غرانفيل بولاية أوهايو عام 1984.
أثناء وجوده في دينيسون، كان كارل عضوًا في شركة بيربي المسرحية، وهي فرقة كوميدية مرتجلة يديرها الطلاب ولعب أيضًا في مركز حراسة المرمى في فريق بيغ ريد للهوكي بالمدرسة لمدة أربع سنوات. وقضى بعض الوقت أيضًا في سباق القرص تحت اسم «سافير ستيف كارل» في محطة إذاعة الجامعة دبليو دي يو بي 

## مهنيًا

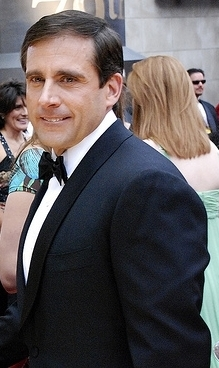
ستيف كاريل في حفل توزيع جوائز الأوسكار لعام 2007

### العمل المبكر
يذكر كارل أنه عمل ساعي بريد في ليتلتون في ماساتشوستس. روى في وقت لاحق أنه استقال بعد سبعة أشهر لأن رئيسه أخبره أنه لم يكن جيدًا في وظيفة ساعي البريد إذ احتاج إلى أن يكون أكثر سرعة. في وقت مبكر من مسيرته في الأداء، مثّل كارل دورًا مسرحيًا في شركة جوالة تؤدي مسرحيات للأطفال، وأدى لاحقًا في الكوميديا الموسيقية كنات سكات برايفت آي وفي إعلان تلفزيوني لسلسلة مطاعم براونز تشيكن في عام 1989.
غنى كارل في عام في عام 1991 مع فرقة شيكاغو ذا سكند سيتي حيث كان ستيفن كولبير بديله الجاهز لفترة من الوقت. شارك كارل لأول مرة في عالم الأفلام في دور ثانوي في كورلي سو. في ربيع عام 1996، كان أحد أعضاء فريق ذا دانا كارڤي شو، وهو عبارة عن برنامج كوميدي للرسم لم يدم طويلًا على قناة إيه بي سي. إلى جانب زميله في فريق العمل كولبرت، قدم كارل صوت غاري، نصف فيلم ذا أمبيغوسلي غاي ديو، وهو فيلم قصير من إنتاج روبرت سميغل الذي عُرض في «ساترداي نايت ليف» في وقت لاحق من ذلك العام. في حين أن البرنامج لم يستمر سوى لسبع حلقات، نُسب الفضل إلى «ذا دانا كارڤي شو» في تشكيل مسيرة كارل المهنية. أدى دور البطولة في عدد قليل من المسلسلات التلفزيونية القصيرة، بما في ذلك كام تو بّابّا وأوفر توب. وقام بالعديد من المشاركات بصفة ضيف، بما في ذلك «فاني غيرل» حلقة من «جاست شوت مي!» تشتمل مشاركاته الإضافية في الشاشة على كوميديا «براد هول» التي تندرج تحت سلسلة ووتشينغ إلي (2002-2003) والسلسلة التي أخرجها وودي ألين «ميليندا وميليندا». كان كارل مراسلًا لـ ذا ديلي شو من 1999 إلى 2005، مع عدد من المشاركات المنتظمة بما في ذلك «إيڤن ستيڤن» مع ستيفن كولبير و«بروديوس بيت».

## أعماله

### أفلام
| عام  | فيلم                                                 | دور                | ملاحظة |
| ---- | ---------------------------------------------------- | ------------------ | ------ |
| 1991 | Curly Sue                                            |                    |        |
| 2003 | Bruce Almighty                                       | إيفان باكستر       |        |
| 2004 | Anchorman: The Legend of Ron Burgundy                | بريك تايملند       |        |
| 2004 | Wake Up, Ron Burgundy: The Lost Movie                | بريك تايملند       |        |
| 2004 | Sleepover                                            | الشرطي شيرمان      |        |
| 2005 | Melinda and Melinda                                  | والت واغنر         |        |
| 2005 | Bewitched                                            | العم آرثر          |        |
| 2005 | The 40-Year-Old Virgin                               | اندي               |        |
| 2006 | Over the Hedge                                       | هامي               | صوت    |
| 2006 | Little Miss Sunshine                                 | فرانك غينسبرغ      |        |
| 2007 | Evan Almighty                                        | إيفان باكستر       |        |
| 2007 | Stories USA                                          | مارك               |        |
| 2007 | Knocked Up                                           | نفسه               |        |
| 2007 | Dan in Real Life                                     | دان برنز           |        |
| 2008 | Horton Hears a Who!                                  | العمدة             | صوت    |
| 2008 | Get Smart                                            | ماكسويل سمارت      |        |
| 2010 | Date Night                                           | فيل فوستر          |        |
| 2010 | Despicable Me                                        | غرو                | صوت    |
| 2010 | Dinner for Schmucks                                  | باري سبك           |        |
| 2011 | Crazy, Stupid, Love                                  | كال ويفر           |        |
| 2012 | Seeking a Friend for the End of the World            | دوج                |        |
| 2012 | Hope Springs                                         | الدكتور بيرني فيلد |        |
| 2013 | The Incredible Burt Wonderstone                      | بيرت وندرستون      |        |
| 2013 | The Way, Way Back                                    | ترينت              |        |
| 2013 | Despicable Me 2                                      | غرو                | صوت    |
| 2013 | Anchorman 2: The Legend Continues                    | بريك تايملند       |        |
| 2014 | ألكسندر و اليوم الرهيب، الفظيع، الغير جيد، السيء جدا | بن كوبر            |        |
| 2014 | Foxcatcher                                           | جون دي بونت        |        |
| 2015 | المينيون                                             |                    |        |
| 2015 | ذا بيج شورت                                          | مارك بوم           |        |
| 2017 | أنا الحقير 3                                         |                    |        |
| 2017 | معركة الجنسين                                        | بوبي ريغز          |        |
| 2017 | آخر علم طائر                                         | الدكتور لاري       |        |

### تلفزيون
| عام             | فيلم                     | دور              | ملاحظة |
| --------------- | ------------------------ | ---------------- | --- |
| 1996            | The Dana Carvey Show     | شخصيات متعددة    | |
| 1996–2011       | Saturday Night Live      | غاري             | 15 حلقة |
| 1997            | Over the Top             | يورغو غالفانيكوس | 12 حلقة؛ 3 فقط عرضت |
| 1998            | Just Shoot Me            |                  | |
| 1999–2005       | The Daily Show           |                  | |
| 2002–2003       | Watching Ellie           | إدغار            | |
| 2004            | Fillmore                 | السيد ديلنسي     | صوت حلقة: Field Trip of the Just                                                                                              |
| 2005–2011, 2013 | The Office               | مايكل سكوت       | دور رئيسي (مواسم 1-7؛ 148 حلقة) جائزة نقابة ممثلي الشاشة (2007-2008) جائزة الغولدن غلوب لأفضل ممثل في دور مسلسل كوميدي (2006) |
| 2010            | 2010 Kids' Choice Awards | نفسه             | يغطيه الوحل |
| 2011            | Life's Too Short         | نفسه             | 4 حلقات |
| 2011            | Rove LA                  | نفسه             | 5 حلقات |
| 2012            | The Simpsons             | دان جيليك        | صوت |
| 2013            | Pawn Stars               | نفسه             | حلقة "Hello, Goodbye" |
| 2013            | Web Therapy              | جاكسون بيكيت     | حلقة "Relax, Reboot, Revenge"                                                                                                 |
| 2020            | space force              | مارك نايرد       | دور رئيسي |

## روابط خارجية
- ستيف كارل على موقع IMDb (الإنجليزية)
- ستيف كارل على موقع الموسوعة البريطانية (الإنجليزية)
- ستيف كارل على موقع روتن توميتوز (الإنجليزية)
- ستيف كارل على موقع مونزينجر (الألمانية)
- ستيف كارل على موقع ألو سيني (الفرنسية)
- ستيف كارل على موقع ميوزك برينز (الإنجليزية)
- ستيف كارل على موقع تيرنر كلاسيك موفيز (الإنجليزية)
- ستيف كارل على موقع أول موفي (الإنجليزية)
- ستيف كارل على موقع بوكس أوفيس موجو (الإنجليزية)
- ستيف كارل على موقع قاعدة بيانات برودواي على الإنترنت (الإنجليزية)